# Ruth Gemmell
 (janvier 2021).
Ruth Gemmell (née en 1967) est une actrice britannique, connue pour son rôle dans le film Carton jaune (1997), pour son rôle de Jen Dugdale dans la série télévisée Utopia ainsi que pour son rôle de Carly Beaker dans le film à suspense Tracy Beaker: The Movie of Me. Depuis 2020 elle détient une renommée mondiale en interprétant un des rôles principaux du phénomène Netflix La Chronique des Bridgerton.
En 1996, Gemmell apparaît dans huit épisodes de la série télévisée Affaires non classées dans le rôle de l'inspectrice de police Kerry Cox, puis dans d'autres rôles dans un épisode en 2006 et un en 2014.
Gemmell a également joué dans de nombreuses séries, notamment Casualty en 2014 et un épisode d'Inspecteur Barnaby en 2015. Elle a incarné un des personnages principaux de la série À chacun(e) sa guerre, dans le rôle de Sarah Collingborne, la femme du pasteur.

## Biographie

### Jeunesse
Ruth Gemmell est née à Bristol mais a grandi dans le comté de Durham, en Angleterre, où elle est scolarisée dans une école non-mixte de Darlington nommée Polam Hall School. Elle a trois frères.
Ses parents divorcent quand elle est enfant et elle emménage avec sa mère de Barnard Castle à Darlington. Plus tard, elle déménage à Londres pour vivre chez son père et poursuivre son rêve, qui est de devenir actrice. Elle se forme à la Webber Douglas Academy of Dramatic Art à Londres.

### Vie privée
Gemmell se marie à Westminster, à Londres, en 1997, avec l'acteur Ray Stevenson, qu'elle a rencontré en 1995 sur le tournage de la série télévisée Band of Gold. Le couple divorce en 2005.

### Carrière
Gemmell a joué une variété de rôles principalement au théâtre et dans des séries télévisées. Elle a joué le rôle féminin principal dans Fever Pitch, basé sur le roman du même nom, aux côtés de Colin Firth, et a également joué un autre rôle principal dans la pièce de théâtre 2 January (2006).
En 2004, elle a tourné dans le film Tracy Beaker: The Movie of Me, dans le rôle de la mère du personnage principal, qui l'a abandonnée quand elle était bébé, la menant à grandir dans un orphelinat.
En janvier 2009, elle est devenue un personnage récurrent dans EastEnders dans le rôle de Debra Dean, la mère d'une adolescente qui, tout comme dans le film Tracy Beaker: The Movie of Me, a abandonné sa fille lorsqu'elle était petite.
En août 2009, elle a joué le rôle de Rebecca Sands dans deux épisodes de The Bill.
Gemmell est apparue trois fois dans la série policière Meurtres en sommeil, produite par BBC, dans le rôle de deux personnages différents. Sa première apparition fut en 2002 dans l'épisode « Special Relationships », dans le rôle de l'inspectrice Jess Worral, une ex du commissaire Boyd. Elle est ensuite apparue dans l'épisode « Sins » de la saison 7 en 2008, dans le rôle de Linda Cummings, une serial killer à l'intelligence exceptionnelle. Gemmell reprend le rôle de Cummings dans « Endgame », le quatrième épisode de la saison 8 de la série. L'intrigue amène Cummings à manipuler Boyd et révèle que le complice de Cummings est responsable de l'overdose qui a tué le fils de Boyd, Luke. La reprise de son rôle de Cummings est une première dans l'histoire de la série.
L'ex-mari de Gemmell, Ray Stevenson, est également apparu dans la série dans le rôle du Dr Tim Faulkner, dans l'épisode « Fugue State ».
Gemmell a joué dans l'épisode 8 de la série Moving On, produite par Jimmy McGovern, dans le rôle de Joanne, en novembre 2010.
En novembre 2011, Gemmell a joué le rôle de Lady Shonagon dans l'adaptation pour la BBC de Notes de chevet, par Robert Forrest. Elle est apparue dans le rôle de Jen, la femme d'un fonctionnaire adultère, dans la série Utopia, début 2013.
En 2015, Gemmell est apparue dans cinq épisodes de la série télévisée Penny Dreadful dans le rôle d'Octavia Putney.
Depuis décembre 2020, nous pouvons la retrouver dans la série Netflix La Chronique des Bridgerton, adaptée des romans du même nom de la romancière Julia Quinn. Elle y joue le rôle de Lady Violet Bridgerton, la mère de la fratrie des 8 enfants Bridgerton. 

## Filmographie

### Cinéma
- 1991 : Who Needs a Heart : Abigail
- 1997 : Carton jaune : Sarah Hughes
- 1997 : The Perfect Blue  : Jo
- 2006 : 2 January : Claire
- 2008 : Par-delà le bien et le mal : Élisabeth
- 2010 : F : Sarah Balham
- 2012 : Stockage 24 : Sarah
- 2012 : Offender : Cassie
- 2019 : Cliffs of Freedom : Varvara Vakrinos

### Télévision
- 1995 : The Bill  : Sue Latham
- 1995 : Band of Gold : Gina Dickson
- 1996 : Kavanagh QC : Jenny Norris
- 1996 : Short Sharp Shocks : Kate
- 1996-2014 : Affaires non classées : Kerry Cox / DI Beth Ashdown / Ellie Brooke
- 1997 : Peak Practice : Christine Higson
- 1998 : Macbeth : Lady Macduff
- 1999 : The Bill  : Jane Joyce
- 1999 : The Alchemists  : Julia Bannerman
- 1999 : Four Fathers : Nicola Yallop
- 2001 : Holby City : Diana Calder
- 2002 : Inspecteurs associés : Rachel Waller
- 2002 : Meurtres en sommeil : DI Jess Worrall
- 2003 : The Bill  : Carol Evans
- 2003 : The Inspector Lynley Mysteries  : Jeannie Waring
- 2003 : Murder in Mind : Liz Willis
- 2003 : MI-5 : Miranda
- 2004 : Tracy Beaker: The Movie of Me : Carly Beaker
- 2004 : Blue Dove : Jenny Page
- 2005-2015 : Inspecteur Barnaby : Anne Merrick / Diana Carnarvon
- 2006 : The Afternoon Play  : Rachel
- 2006 : A Touch of Frost  : Christine Harris
- 2007 : Cinq jours : Dr. Tobolska
- 2008 : Hercule Poirot : Miss Sweetiman
- 2008 : Summerhill : Rose
- 2008–2009 : Meurtres en sommeil : Linda Cummings
- 2009 : Scotland Yard, crimes sur la Tamise : Kay Satchell
- 2009 : Nick Cutter et les Portes du temps : Katherine Kavanagh
- 2009 : EastEnders : Debra Dean
- 2009 : The Bill  : Rebecca Sands
- 2010 : Inspecteur Lewis : Robyn Strong
- 2010 : Casualty : Kate Margolin
- 2010 : Londres, police judiciaire : Mel Garvey
- 2010 : Moving On : Joanne
- 2011 : The Fades  : Alice
- 2012 : Inside Men : Rebecca
- 2013 : Father Brown : Martha Quinton
- 2013 : Dancing on the Edge : Lady Winnet
- 2013 : Holby City : Amanda Layton
- 2013 : Coming Up : Lynn
- 2013–2014 : Utopia : Jen Dugdale
- 2014 : Inspecteur George Gently : Irene Seddon
- 2014 : Casualty : DC Monica Darling
- 2015 : Inspecteur Barnaby
- 2015 : Penny Dreadful : Octavia Putney
- 2015–2016 : A chacun(e) sa guerre : Sarah Collingborne
- 2017 : Ransom : Laurie
- 2018 : Doctors : DCI Gail Hargreaves
- 2020 : La Chronique des Bridgerton : Lady Violet Bridgerton
- 2023 : La Reine Charlotte : Un chapitre Bridgerton : Lady Violet Bridgerton

## Théâtre
- Betrayal
- The Weir
- Nabokov's Gloves
- The Turn of the Screw
- Othello
- Measure for Measure
- Uncle Vanya
- An Ideal Husband
- The Winter's Tale
- The Second Mrs Tanqueray  (en)
- The Importance of Being Earnest
- A Tale of Two Cities
- Death and the Maiden
- Coram Boy
- Macbeth, Royal Shakespeare Company, 2004–2005
- Le Roi Lear, Royal Shakespeare Company, 2004–2005

## Radio
| Date                                | Titre                             | Rôle     | Station                        |
| ----------------------------------- | --------------------------------- | -------- | ------------------------------ |
| 11 août 2008 - 15 août 2008         | The Pillow Book                   | Shōnagon | BBC Radio 4 Woman's Hour Drama |
| 8 juin 2009 - 12 juin 2009          | The Pillow Book (saison 2)        | Shōnagon | BBC Radio 4 Woman's Hour Drama |
| 30 octobre 2010                     | The Vanishing                     | Lieneke  | BBC Radio 4 Saturday Play      |
| 26 mai 2011 - 30 mai 2011           | The Spy Who Came in from the Cold | Liz Gold | BBC Radio 4                    |
| 15 novembre 2010 - 19 novembre 2010 | The Pillow Book (saison 3)        | Shōnagon | BBC Radio 4 Woman's Hour Drama |
| 31 octobre 2011 - 4 novembre 2011   | The Pillow Book (series 4)        | Shōnagon | BBC Radio 4 Woman's Hour Drama |